# Leonid Gaidái
Leonid Íovich Gaidái, en ruso: Леони́д И́ович Гайда́й (Svobodny, 30 de enero de 1923-Moscú, 19 de noviembre de 1993) fue un director de cine, guionista y actor soviético. Artista del pueblo de la URSS (1989).

## Biografía

### Infancia
Leonid Gaidái nació en 1923 en la ciudad de Svobodny, en el óblast de Amur de la RSFS de Rusia de la Unión Soviética. Su padre, Íov Isidórovich Gaidái (1886-1965), era un empleado ferroviario originario del actual óblast de Poltava, Ucrania. Su madre, María Ivánovna procedía del óblast de Riazán. Tuvo un hermano, Aleksandr Gaidái, periodista y poeta, y una hermana, y Avgusta. El año del nacimiento de Leonid, la familia se trasladó a Chitá y más tarde, en 1936, a Irkutsk. Gaidái estudió en la escuela ferroviaria nº42 de la ciudad.

### Gran Guerra Patria
Participó como combatiente en la Gran Guerra Patria, siendo asignado primero a Mongolia y más tarde al frente de Kalinin. El 14 de diciembre de 1942, en los combates por la aldea Yénkino, Gaidái lanzó varias granadas a un puesto del enemigo acabando con la resistencia, liquidando a tres soldados de la Wehrmacht de la Alemania Nazi y tomando un cautivo, por lo que fue condecorado con la Medalla por el Servicio de Combate (orden Nº 69 del 20 de diciembre de 1942). Fue herido gravemente en una pierna por una mina antipersona y declarado incapaz para el combate por lo que fue retirado del servicio en el ejército.

### Actividad como cineasta
En 1947, finalizó sus estudios teatrales en el Teatro Dramático Regional de Irkutsk (ahora Teatro Académico Dramático N.P. Ojlópkov de Irkutsk) en el que trabajó como encargado de las luces y actor. Dos años más tarde, en 1949, ingresó como estudiante en el departamento de dirección de la Universidad Panrusa Guerásimov de Cinematografía, finalizando sus estudios en 1955.
En 1956, vio la luz el primer film de Gaidái, Dolgui put (Долгий путь, "Un largo camino"), basado en los relatos del escritor Vladímir Korolenko. Dos años más tarde dirigió Zhenij s togó sveta (Жених с того света), que casi le cuesta la carrera al director y fue censurada, quedando reducida aproximadamente a la mitad de su metraje. Gaidái, a pesar de contar con el favor del director de Mosfilm, Iván Pýriev, no volvió a dirigir hasta 1960 cuando se estrenó Trizhdi voskresshi ("Tres veces resucitado"), que Gaidái luego no consideraba y con la que fue perdonado. En 1961, se produjeron sus cortometrajes Pios Barbós i neobychni kros (Пёс Барбос и необычный кросс, "El chucho Barbós y la increíble carrera") y Samogónshchiki (Самогонщики). Estos trabajos aportaron fama al director, y al trío de personajes Trus-Balbés-Bivali. Al año siguiente, 1962, Leonid Gaidái adaptaría tres novelas del escritor estadounidense O. Henry para su película Delovye liudi (Деловые люди, "Hombres de negocios").
Tras tres años de interrupción en su carrera, el director dirige tres películas seguidas, consideradas verdaderas joyas del cine cómico soviético: Operatsia Y i druguie prikliuchéniya Shúrika (Операция «Ы» и другие приключения Шурика, "Operación Y y otras aventuras de Shúrik") en 1965, Kavkávzskaya plénnitsa, ili nóvye prikliuchéniya Shúrika (Кавказская пленница, или Новые приключения Шурика, "La prisionera del Cáucaso, o las Nuevas Aventuras de Shúrik") en 1966 y Briliántovaya ruká (Бриллиантовая рука, "El brazo de los diamantes") en 1968. En 1995, la última de estas tres películas, la comedia policíaca "El Brazo de los diamantes", fue reconocida como la mejor comedia rusa de los últimos 100 años, por lo que fue galardonado póstumamente con el Premio de la Radio Televisión Rusa (RTR) "Entrada de oro".
En la década de 1970, el director adaptó al cine las obras de los escritores rusos Ilf y Petrov, Mijaíl Bulgákov, Mijaíl Zóschenko y Nikolái Gógol. Entre 1981 y 1989 realizaba guiones para la revista cinematográfica Fitil. En ese periodo aparecieron en pantalla algunos otros trabajos de Gaidái, menos aplaudidos por los espectadores que los de su época temprana. Según una encuesta de la revista Sovetski ekrán ("Pantalla Soviética"), Gaidái consiguió el tercer puesto en la categoría al mejor director tras Eldar Riazánov y Yuri Mamin.
Su último trabajo, producido en 1992 fue Na Deribásovskoi joróshaya pogoda, ili Na Braiton-Bich opiat idut dozhdí (На Дерибасовской хорошая погода, или На Брайтон-Бич опять идут дожди, "El tiempo es bueno en (la calle) Deribásovskaya, o En Brighton Beach llueve de nuevo").

### Familia y fallecimiento
Gaidái estuvo casado con la actriz Nina Grebeshkova, con quien tuvo una hija, Oksana.
Falleció en Moscú el 19 de noviembre de 1993 como consecuencia de un tromboembolismo pulmonar. Fue enterrado en el cementerio de Kúntsevo de la ciudad.

## Filmografía
- 1956, Dolgui put ("Un prolongado camino").
- 1958, Véter ("Viento"), sólo actor.
- 1958, Zhenij s togó sveta ("Novio del otro mundo").
- 1960, Trizhdi voskresshi ("Tres veces resucitado").
- 1960, V putí ("En el camino"), sólo actor.
- 1961, Samogónschiki ("Los destiladores").
- 1961, Pios Barbós i neobychni kros ("El chucho Barbós y la increíble carrera").
- 1962, Delovye liudi ("Hombres de negocios").
- 1965, Operatsia Y i druguie prikliuchéniya Shúrika ("Operación "Y" y otras aventuras de Shúrik").
- 1966, Kavkázskaya plénnitsa ili Nóvye prikliuchéniya Shúrika ("La prisionera del Cáucaso").
- 1968, Briliántovaya ruká ("El brazo de brillantes").
- 1971, 12 stúliev ("Las doce sillas").
- 1973, Iván Vasílievich meniáyet proféssiyu ("Iván Vasílievich cambia de profesión").
- 1975, Ne mózhet byt ("¡No puede ser!").
- 1977, Inkógnito iz Peterburga. ("Incógnito en Petersburgo")
- 1977, Risk - blagoródnoye delo, sólo actor.
- 1980, Za spíchkami ("Por las cerillas").
- 1982, Sportlotó-82.
- 1985, Opasno dlia zhizni
- 1989, Chastny detektiv, ili Operátsiya Kooperátsiya
- 1992, Na Deribásovskoi joróshaya pogoda, ili Na Braiton-Bich opiat idut dozhdí 
("El tiempo es bueno en (la calle) Deribásovskaya, o En Brighton Beach llueve de nuevo")

## Premios
- Festival Internacional de Cine de Cracovia (1965). Premio principal por "Operación Y y otras aventuras de Shúrik"
- Festival de Cine de Toda la Unión (1972). Premio y diploma por "12 sillas"
- Festival de películas soviéticas de Sorrento (1972). Premio especial "Sirena de plata" por "12 sillas"
- Festival Internacional de Cine de Moscú (1981). Guion de Za spíchkami
- Premio "Oveja de Oro" (1993). A la persona cinematográfica del año
- Premio de la RTR "Entrada de Oro" (1995) por El Brazo de Brillantes
- Artista del pueblo de la URSS (1989)
- Artista del pueblo de la RSFSR (1974)
- Premio Estatal de la RSFSR Hermanos Vasíliev (1970)
- Orden de la Guerra Patria (1.ª clase) (1985)

## Monumentos
En la ciudad de Svobodny del óblast de Amur hay un cine que lleva su nombre y un monumento dedicado a su persona.
En Irkutsk, en 2003 el antiguo cine "Judózhestvenny" fue rebautizado "Centro de Cine Ruso L.I. Gaidái" por el 80º aniversario de su nacimiento. Sobre la casa en la que vivió y la escuela en la que estudió en Irkutsk se colocaron sendas placas conmemorativas. En la misma ciudad el 10 de octubre de 2012 se inauguró una composición escultórica con sus personajes "Trus, Balbés y Bivali" y Leonid Gaidái sentado sobre una silla de director.
Una composición similar, dedicada a los mismos personajes, fue inaugurada en el centro de Perm, junto al cine Kristal en 2010.
Una de las áreas del terreno de los estudios de la compañía cinematográfica Mosfilm lleva su nombre.
El 14 de diciembre de 2013 en la casa Nº 5 de la calle Cherniajovski de Moscú, en la que vivía, fue colocada una placa conmemorativa.